# Béla Kiss
Béla Kiss, född 1877, död ?, var en ungersk seriemördare. Han tros ha dödat minst 24 unga kvinnor som han konserverade i metalltunnor han förvarade på sin tomt.